# Florence (Minnesota)
Florence – miejscowość w Stanach Zjednoczonych, w stanie Minnesota, w hrabstwie Lyon.